# Anna Louise Strong
Anna Louise Strong (Friend, Nebraska, 24 novembre 1885 – Pechino, 29 marzo 1970) è stata una giornalista e scrittrice statunitense, nota principalmente per le sue opere sull'Unione Sovietica e sulla Cina.

## Biografia

### I primi anni
Strong nasce il 24 novembre del 1885 a Friend, in Nebraska, da una famiglia della media borghesia. Suo padre Sydney Dix Strong, ministro della Chiesa congregazionalista e appartenente al gruppo di intellettuali protestanti del Social Gospel, e sua madre Ruth, «donna moderna e progressista», sono molto attivi nelle opere missionarie.
Anna Louise è una studentessa brillante: dopo i corsi primari e secondari studia lingue in Europa. Dal 1903 al 1904 frequenta il Bryn Mawr College in Pennsylvania. Nel 1905 si diploma all'Oberlin College in Ohio, dove terrà negli anni successivi numerose conferenze. Nel 1908, a soli ventitré anni, perfeziona la sua istruzione conseguendo il dottorato in Filosofia all'University of Chicago con una tesi pubblicata poi col titolo di The Social Psychology of Prayer.
Si dedica all'educazione dei minori e per conto dell'Office of Education organizza una conferenza sul benessere dei bambini che la vedrà parlare in tutti gli Stati Uniti e anche all’estero. A Seattle nel maggio del 1914 attira più di seimila spettatori, raggiungendo, alla fine della sua permanenza, un pubblico di trentamila persone il 31 maggio. Strong è ancora convinta che i problemi nella struttura dei contratti siano la causa della povertà e degli altri problemi sociali. Con queste idee, a trent'anni, si trasferisce presso suo padre, allora pastore della Queen Anne Congregational Church di Seattle, e ivi anima il dibattito politico in favore del Proletariato e della causa progressista.
Strong è anche un'entusiasta dell'escursionismo, organizza campi estivi cooperativi presso le cascate e guida gruppi di escursionisti sul Monte Rainier.

### Il Massacro di Everett e la Guerra

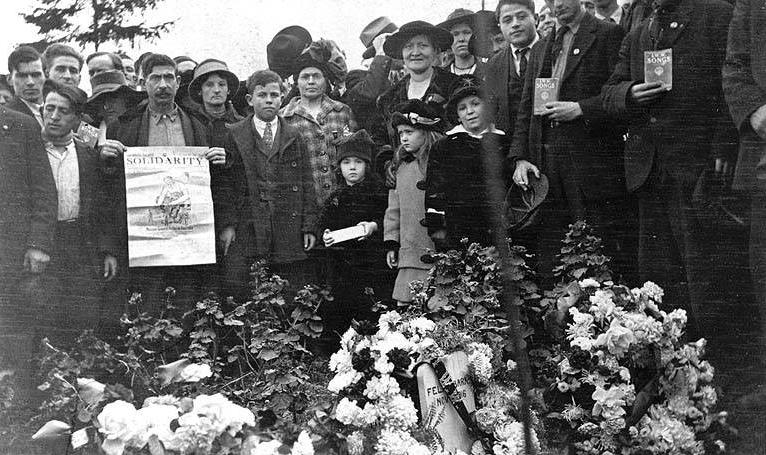
Funerale di Felix Baran, vittima del massacro di Everett

Nel 1916 Strong presenta la sua candidatura al Comitato Scolastico Cittadino di Seattle. Grazie a una campagna elettorale organizzata, al sostegno delle organizzazioni femminili e alla sua reputazione di esperta nel tema del benessere infantile, risulta l’unica donna eletta. La sua idea è che le scuole di Stato dovrebbero offrire programmi di servizi sociali ai ragazzi delle classi meno abbienti fungendo da perno centrale della comunità; tuttavia le sue rivendicazioni restano inascoltate. Frustrata dall'atteggiamento del resto del Comitato, che preferisce discutere di argomenti più frivoli, in quello stesso anno ha l'occasione di mettere alla prova i suoi ideali umanitari in un ambito ben diverso quando si consuma il Massacro di Everett.
Strong è assunta come corrispondente indipendente dal New York Evening Post per seguire il sanguinoso conflitto tra gli Industrial Workers of the World, che cercano di raggiungere la città per sostenere lo sciopero dei lavoratori locali, e i vigilantes assoldati dai proprietari di Everett per respingerli. L'osservatrice, dapprincipio imparziale, inclina rapidamente a favore dei lavoratori fino a diventare l'appassionata portavoce della loro lotta per i diritti. Gli I.W.W., detti Wobblies, erano nati in opposizione alla corporativa A.F.L. (American Federation of Labor) sulla base di un programma massimalista che mirava alla proprietà operaia delle fabbriche e infine alla liquidazione del Capitalismo. Il sostegno di Strong alla loro causa le costa l’isolamento all’interno del Comitato Scolastico.
Schierata su posizioni pacifiste, quando nel 1917 gli Stati Uniti entrano in guerra, prende partito contro la leva obbligatoria e le esercitazioni militari nelle scuole, sostenuta dall’Associazione Genitori-Insegnanti e dai principali clubs femminili. I colleghi del Comitato, molti dei quali veterani della Guerra Ispanoamericana, la tacciano in questo periodo di scarso patriottismo.
Il pacifismo degli Wobblies provoca un'ondata di arresti nella sezione di Seattle, dove Louise Olivereau diffonde tra le reclute ciclostilati che invitano all'obiezione di coscienza. Nel 1918 Strong difende pubblicamente Olivereau, ma questa è condannata e imprigionata. Allora gli altri membri scatenano una campagna per espellerla dal Comitato, conseguendo alla fine il loro intento con uno stretto margine di voti. Strong accetta di dimettersi a patto che il suo seggio sia occupato da una donna. I colleghi scelgono una donna patriottica, sposata e con dei figli in una delle scuole cittadine: Evangeline C. Harper, personalità eminente del country club.

### Il giornalismo
Lasciato il Comitato Scolastico, Strong lavora come giornalista indipendente per il labourista Seattle Union Record, pubblicando energici articoli a favore del Proletariato e a sostegno del nuovo stato sovietico. Nel febbraio del 1919, due giorni prima dello Sciopero Generale di Seattle, scrive in un famoso editoriale:
We are undertaking the most tremendous move ever made by labor in this country, a move which will lead — NO ONE KNOWS WHERE! (Stiamo sottovalutando il più grande movimento della Classe Operaia nella Storia di questo paese, un movimento che ci porterà NON SI SA DOVE!)
Lo sciopero paralizza la regione per quattro giorni e si conclude pacificamente, ma senza conseguire nessuno degli obiettivi prefissati.

### L'Europa e l'Asia

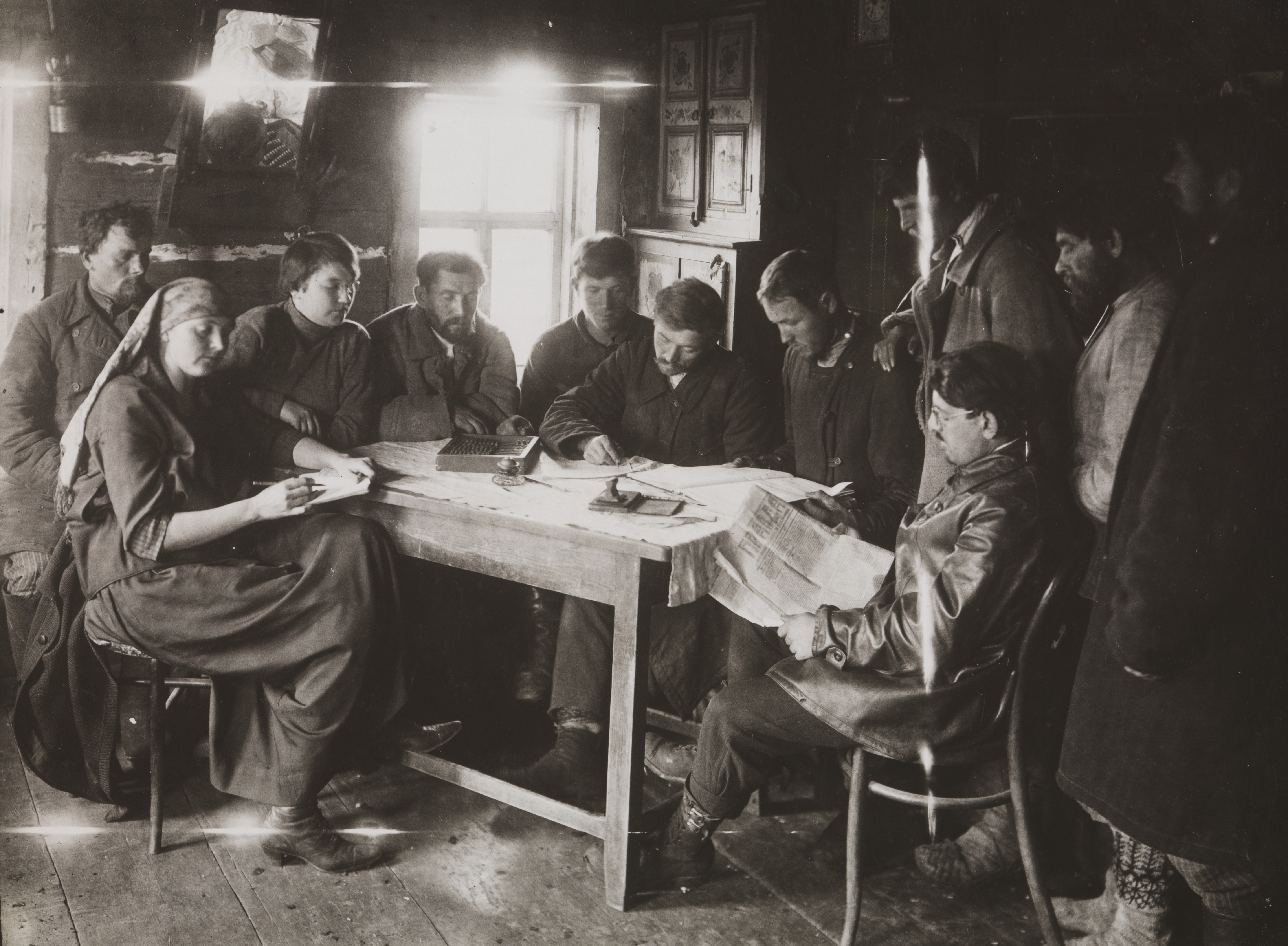
Strong a Samara nel 1921.

Nel 1921, su consiglio dell’amico Lincoln Steffens, rientrato di recente dal Paese dei Soviet, Strong va in Russia e in Polonia per fornire all'American Friends Service Committee il primo resoconto di un giornalista straniero sulla carestia del Volga. L'anno successivo diventa corrispondente da Mosca dell'International News Service. Le osservazioni raccolte sul campo in questi anni confluiranno in libri come The First Time in History, uscito nel 1924 con prefazione di Trockij, e Children of Revolution del 1925. Dopo qualche anno nella giovane Unione Sovietica, Strong diviene un'appassionata sostenitrice del Socialismo, tanto che nel 1925, all’epoca della N.E.P., rientra in patria per sollecitare gli imprenditori statunitensi a investire in U.R.S.S. In questi anni tiene un gran numero di conferenze e si rende nota come un’autorità in fatto di "soft news" sull’Unione Sovietica.
Alla fine degli anni '20, visita la Cina e altri paesi asiatici, entrando in contatto con Song Qingling e Zhou Enlai. Da questa esperienza trae partito per due libri, entrambi pubblicati nel 1928: China's Millions e Red Star in Samarkand. È ormai una scrittrice famosa ed estremamente prolifica, produce centinaia di articoli e alterna ai numerosissimi saggi e reportages documentaristici alcune opere letterarie in prosa e in versi.
Nel 1930 è di nuovo a Mosca, dove fonda Moscow News, il primo quotidiano sovietico in lingua inglese, e nel 1932 sposa l’ufficiale Joel Shubin. I due, dediti con entusiasmo ai rispettivi lavori e alla causa comunista, si vedranno pochissimo. Strong nutre una grande ammirazione per il governo sovietico, i cui successi può constatare vivendo in loco, e durante gli anni '30 pubblica libri pieni di elogi come The Revolutionary Struggles from 1927 to 1935 e I Change Worlds: the Remaking of an American (1935), This Soviet World (1936) e The Soviet Constitution (1937), ma nel 1936, delusa dal cambiamento di rotta della politica interna russa (è il periodo delle Grandi Purghe), torna negli U.S.A. dove scrive su The Atlantic Monthly, Harper's, The Nation e Asia.

### La Grande Guerra Patriottica

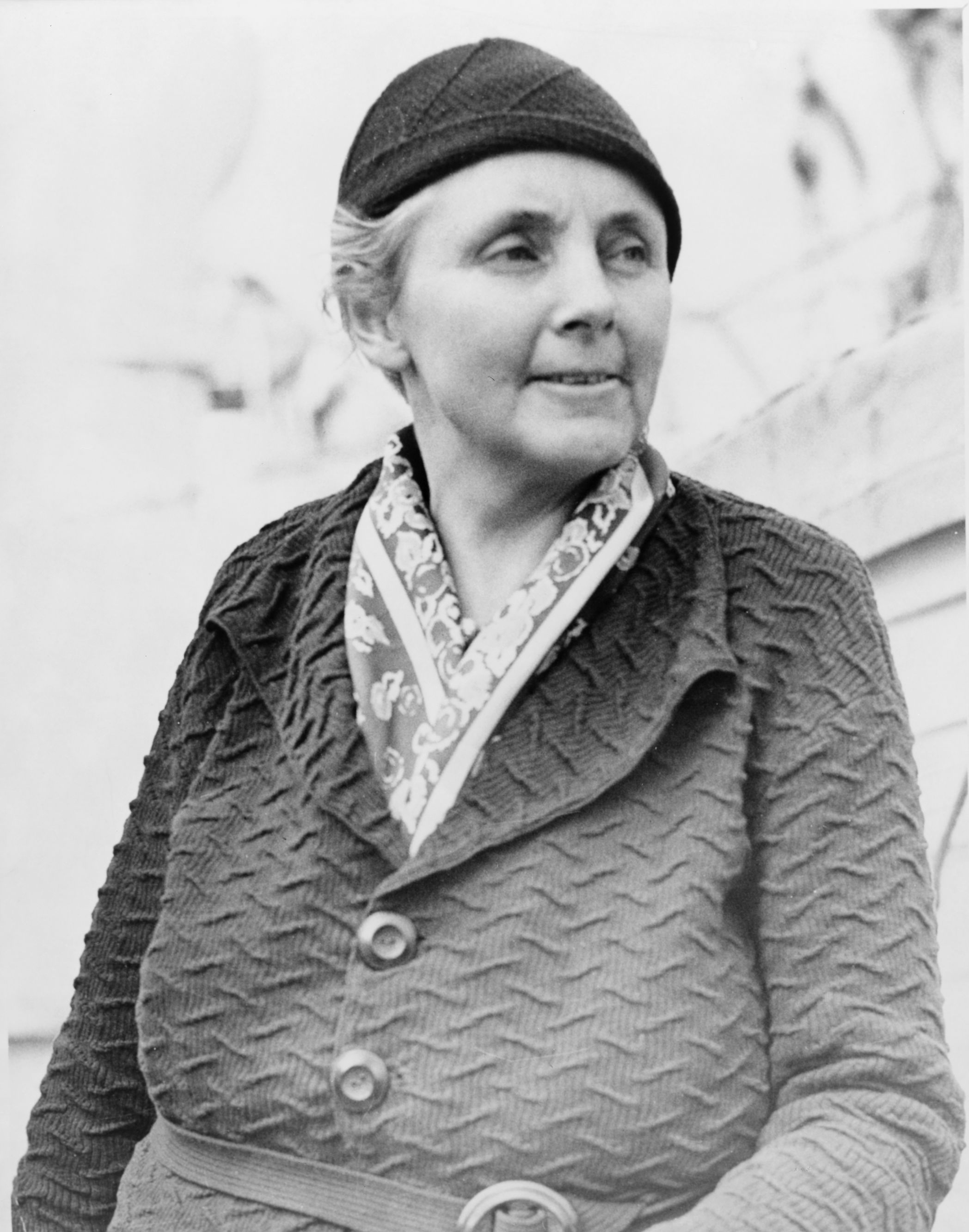
Anna Louise Strong nel 1937

L'anno successivo visita la Spagna insanguinata dalla Guerra Civile, che descrive in Spain in Arms (1937), e poi è ancora in Cina, cui dedica One Fifth of Mankind (1938). Nel 1940 pubblica My Native Land. Altre opere di questi anni sono The Soviets expected it del 1941, il romanzo Wild River (1943) ambientato in Ucraina, Peoples of the URSS del 1944, oltre a tre libri che raccontano la nascita e lo sviluppo del Partito Comunista Cinese. Nel 1942 rimane vedova. Stabilitasi nuovamente in U.R.S.S. intervista Stalin, Molotov e molti altri dirigenti, ma visita anche fabbriche, fattorie e altri luoghi di lavoro dove ha occasione di parlare con operai, kolchoziani, contadini, di conoscere le loro opinioni e aspirazioni, di osservare sul campo i loro modi di vita. Durante la Seconda Guerra Mondiale accompagna l'Armata Rossa come reporter fino a Lόdz e a Varsavia, esperienza raccontata in I saw the new Poland del 1946. Lo stesso anno incontra e intervista Mao Tse Tung in una caverna dello Yenan (è la famosa intervista delle «tigri di carta» i cui lacerti confluiranno nel Libretto Rosso).
I suoi continui spostamenti tra l'Unione Sovietica e i paesi circonvicini attirano su di lei sospetti di spionaggio e nel 1949 è arrestata a Mosca con questa accusa ed espulsa dall'U.R.S.S.

### La Cina

Strong e Mao nel 1967

Si stabilisce allora nella neonata Repubblica Popolare, rientrando brevemente negli U.S.A. per non perdere il passaporto. Completamente riabilitata, torna a Mosca nel 1957 e l'anno seguente si trasferisce definitivamente a Pechino, dove risiederà fino alla morte. Vive, ospite del Governo, nella ex Ambasciata Italiana, convertita in residenza per gli "amici stranieri del Popolo Cinese"; diviene molto amica di Zhou Enlai ed è in rapporti cordiali con lo stesso Mao. Pubblica nel 1964 Letters from China in due volumi e The Rise of the Chinese People's Communes, importante testimonianza sulla nascita e lo sviluppo delle comuni popolari. Durante la Rivoluzione Culturale è al fianco delle giovani Guardie Rosse Rivoluzionarie.
Vecchia e malata, riceve in ospedale le visite di molti alti dirigenti, tra i quali Zhou Enlai, allora Primo Ministro, e Guo Moruo, Presidente dell'Accademia Cinese delle Arti e delle Scienze, che la incoraggiano a collaborare coi medici e a combattere la malattia. Muore a Pechino il 29 marzo 1970.

### Eredità culturale

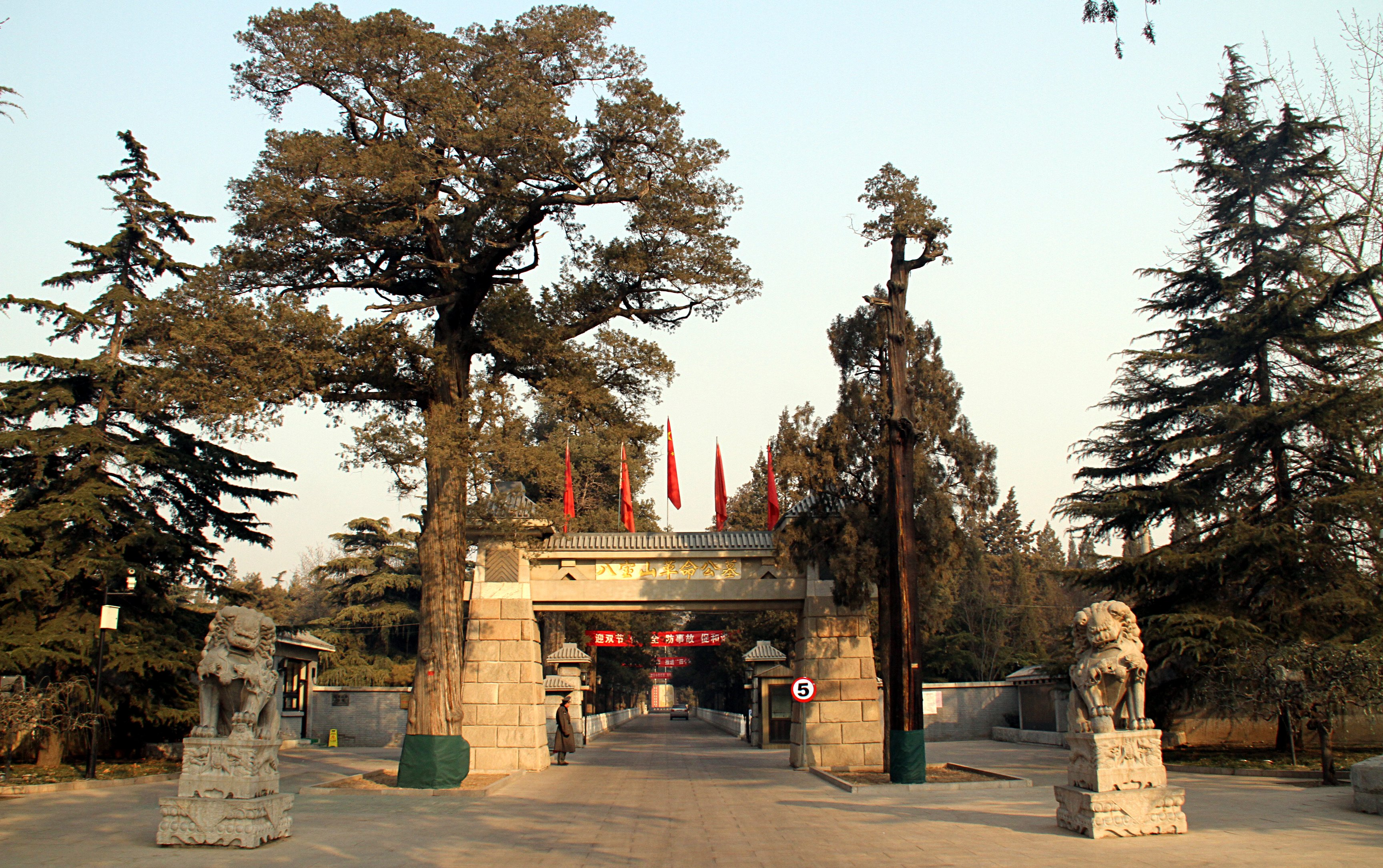
Cimitero Rivoluzionario di Babaoshan

Alla sua morte sono proclamate manifestazioni di lutto in tutta la Repubblica Popolare Cinese. È sepolta nel Cimitero Rivoluzionario di Babaoshan insieme ai martiri della Rivoluzione cinese. Le sue carte sono conservate nella Libraries Special Collections dell'University of Washington a Seattle.
Il suo lavoro ha avuto una grande influenza sul movimento comunista, soprattutto in seno alle correnti del Marxismo Leninismo che si rifanno al pensiero di Mao Tse Tung. Grazie alle opere sulla vita e la società in paesi come U.R.S.S. e Cina, molti militanti occidentali hanno acquisito un'idea più chiara di come si viveva materialmente negli stati dominati dalle loro idee. Inoltre i libri di Strong sono stati utilizzati in epoca recente per mettere in discussione molti luoghi comuni sui paesi socialisti diffusi dalla pubblicistica revisionista e anticomunista.

## Opere

### Opere letterarie
- Storm Songs and Fables, 1904.
- The King's Palace. Oak Park, Illinois: Oak Leaves Company, 1908. (Atto unico)
- The Song of the City. Oak Park, Illinois: Oak Leaves Company, ca. 1908.
- Ragged Verse. Seattle: Piggott-Washington, 1937. (Poesie)
- Wild River. Boston: Little, Brown, 1943. (Romanzo)
- God and the Millionaires, 1951. (Poesie)

### Trattati filosofici e sociologici
- Biographical Studies in the Bible. Pilgrim Press, 1906.
- Bible Hero Classics. Hope Publishing Company, 1906-1908. (scritto con Sydney Strong)
- The Psychology of Prayer. Chicago: University of Chicago Press, 1909.
- Boys and Girls of the Bible. Chicago: Howard-Severance, 1911.
- Child-welfare Exhibits: Types and Preparation. Washington: Government Printing Office, 1915.

### Reportages, saggi storici e politici
- On the Eve of Home Rule: Snapshots of Ireland in the momentous Summer of 1914. Chicago: O'Connell Press, 1914.
- The First Time in History: Two Years of Russia's New Life. New York: Boni & Liveright, 1924. 
- Children of Revolution; story of the John Reed Children's Colony on the Volga, which is as well a story of the whole great structure of Russia. Seattle: Sydney Strong, 1925.
- New Lives for Old in Today's Russia: What Has Happened to the Common Folk of the Soviet Republic. Girard, Kansas: Haldeman-Julius Publications, 1927 (Little Blue Book 505(b)).
- Was Lenin a Great Man?. Girard, Kansas: Haldeman-Julius Publications, 1927 (Little Blue Book 633(b)).
- How the Communists Rule Russia. Girard, Kansas: Haldeman-Julius Publications, 1927 (Little Blue Book 1147).
- Marriage and Morals in Soviet Russia. Girard, Kansas: Haldeman-Julius Publications, 1927 (Little Blue Book 1212).
- How Business is carried on in Soviet Russia. Girard, Kansas: Haldeman-Julius Publications, 1927 (Little Blue Book 1234).
- Workers' Life in Soviet Russia. Girard, Kansas: Haldeman-Julius Publications, 1927 (Little Blue Book 1235).
- Peasant Life in Sovet Russia. Girard, Kansas: Haldeman-Julius Publications, 1927 (Little Blue Book 1236).
- China's Millions. New York: Coward-McCann, 1928.
- Red Star in Samarkand. New York: Coward-McCann, 1929.
- Modern Farming — Soviet Style. New York: International Publishers, 1930 (International Pamphlets 1).
- The Soviets Conquer Wheat: the Drama of Collective Farming. New York: Henry Holt and Company, 1931.
- The Road to the Grey Pamir. New York: Robert McBride, 1931.
- From Stalingrad to Kuzbas: Sketches of the Socialist Construction in the USSR. New York: International Publishers, 1932 (International Pamphlets).
- Dictatorship and Democracy in the Soviet Union. New York: International Publishers, 1934 (International Pamphlets 40).
- The Soviet Union and World Peace. New York: International Publishers, 1935 (International Pamphlets 48).
- China's Millions, the Revolutionary Struggles from 1927 to 1935. New York: Knight Publishing, 1935.
- I Change Worlds: the Remaking of an American. New York: Henry Holt and Company, 1935.
- This Soviet World. New York: Henry Holt and Company, 1936.
- Spain in Arms, 1937. New York: Henry Holt and Company, 1937.
- The New Soviet Constitution: A Study in Socialist Democracy. New York: Henry Holt and Company, 1937.
- One-Fifth of Mankind: China Fights for Freedom. New York: Modern Age Books, 1938.
- China Fights for Freedom. London: Lindsay Drummond, 1939.
- My Native Land. New York: Viking Press, 1940.
- The Soviets Expected It. New York: Dial Press, 1941.
- Lithuania's New Way. London: Lawrence & Wishart, 1941.
- The New Lithuania. New York: Workers Library Publishers, 1941.
- The Kuomintang-Communist Crisis in China;: A first-hand account of one of the most critical periods in Far Eastern history, 1941.
- China's New Crisis. London: Fore Publications, 1942.
- Our Russian Front. Sydney: Angus & Robertson, 1942.
- The Russians are People. London: Cobbett Publishing Company, 1943.
- Peoples of the USSR. New York: The Macmillan Company, 1944.
- Soviet Farmers. New York: National Council of American Soviet Friendship, 1944.
- Inside Liberated Poland. New York: National Council of American Soviet Friendship, 1945.
- I Saw the New Poland. Boston: Little, Brown, 1946.
- Tomorrow's China. New York: Committee for a Democratic Far Eastern Policy, 1948.
- Dawn Comes Up like Thunder out of China: an Intimate Account of the Liberated Areas in China, 1948.
- The Chinese Conquer China. Girard, Kansas: Haldeman-Julius Publications, 1949.
- Inside North Korea: an Eye-witness Report, 1949.
- The Stalin Era. New York: Mainstream Publishers, 1956.
- The Rise of the Chinese People's Communes. Peking: New World Press, 1959.
- Tibetan Interviews. Peking: New World Press, 1959.
- The Rise of the People's Communes in China. New York: Marzani & Munsell, 1960.
- When Serfs Stood Up in Tibet. Peking: New World Press, 1960.
- Cash and Violence in Laos. Peking: New World Press, 1961.
- Cash and Violence in Laos and Viet Nam. New York: Mainstream Publishers, 1962.
- China's Fight for Grain. Three Dates from a Diary in 1962. Peking: New World Press, 1963.
- Letters from China, Numbers 1—10. Peking: New World Press, 1963.
- Letters from China, Numbers 11—20. Peking: New World Press, 1964.
- The Rise of the Chinese People's Communes: and Six Years After. Peking: New World Press, 1964.
- Letters from China, Numbers 21—30. Peking: New World Press, 1965.
- Some Background on the United States in Vietnam and Laos: Excerpts from Anna Louise Strong's Letter from China January 8th 1965 (Far East Reporter publications). New York: Maud Russell, 1965.
- Children Pioneers
- Pioneer: The Children's Colony on the Volga
- Is the Soviet Union turning from world brotherhood to imperialism?
- Man's New Crusade
- The Thought of Mao Tse-Tung